# Città di Mount Isa
La città di Mount Isa è una Local Government Area che si trova nel Queensland. Essa si estende su una superficie di 43.348,6 chilometri quadrati e ha una popolazione di 21.237 abitanti. La sede del consiglio si trova a Mount Isa.